# Андерсон, Мэри (киноактриса)
Мэри Андерсон (англ. Mary Anderson, урождённая Мэри Б. «Биби» Андерсон (англ. Mary B. «Bebe» Anderson), 3 апреля 1918 — 6 апреля 2014) — американская актриса.

## Биография
Мэри Андерсон родилась 3 апреля 1918 года (по другим данным — в 1918 году) в Бирмингеме (Алабама). Она окончила Колледж Говарда (теперь Университет Сэмфорда).
После двух сыгранных ею ролей, в фильмах, которые так и не вышли в прокат, она получила эпизодическую роль Мэйбелл Мэрриуэзер в «Унесённых ветром». После окончания кинокарьеры в начале 1950-х годов она переместилась на телевидение, где одной из самых её известных ролей стала Кэтрин Харрингтон в мыльной опере «Пейтон-Плейс».
Мэри Андерсон была замужем за оператором Леоном Шамроем с 1953 года до его смерти в 1974 году. За вклад в киноиндустрию США актриса удостоена звезды на Голливудской аллее славы.
Мэри Андерсон умерла 6 апреля 2014 года в городе Бербанк, штат Калифорния, через три дня после своего 96-го дня рождения.

## Фильмография
| Фильмы | Фильмы                              | Фильмы                      | Фильмы                                                                  |
| Год    | Русское название                    | Оригинальное название       | Роль                                                                    |
| ------ | ----------------------------------- | --------------------------- | ----------------------------------------------------------------------- |
| 1939   | Свадебный марш Мендельсона          | Mendelssohn’s Wedding March | Хильда                                                                  |
| 1939   | Женщины                             | The Women                   | Молодая девушка (Young girl)                                            |
| 1939   | Унесённые ветром                    | Gone with the Wind          | Мэйбелл Мэрриуэзер                                                      |
| 1940   | Сезам, мы встретимся снова          | 'Til We Meet Again          | Девушка (Girl)                                                          |
| 1940   | Морской ястреб                      | The Sea Hawk                | Честная девушка                                                         |
| 1940   | Моя любовь вернулась                | My Love Came Back           | Женщина, принятая за Эмилию Тони (Woman Mistaken for Amelia by Tony)    |
| 1940   | Почта от Рейтера                    | A Dispatch from Reuter’s    | Девушка с Максом (Girl with Max)                                        |
| 1940   | Все это и небо в придачу            | All This, and Heaven Too    | Ребекка Джэй (Rebecca Jay)                                              |
| 1941   | За здоровье мисс Бишоп              | Cheers for Miss Bishop      | Эми Сондерс, племяннца миссис Бишоп (Amy Saunders, Mrs. Bishop’s Niece) |
| 1941   | Возраст                             | Under Age                   | Эди Бэрд (Edie Baird)                                                   |
| 1941   | Генри Олрдрич для президента        | Henry Aldrich for President | Филлис Майкл (Phyllis Michael)                                          |
| 1941   | Проход на Багамы                    | Bahama Passage              | Мэри Эйнсуорт (Mary Ainsworth)                                          |
| 1942   | Генри и Диззи                       | Henry and Dizzy             | Филлис Майкл (Phyllis Michael)                                          |
| 1943   | Песня Бернадетт                     | The Song of Bernadette      | Жанна Абади (Jeanne Abadie)                                             |
| 1944   | Спасательная шлюпка                 | Lifeboat                    | медсестра Элис МакКензи                                                 |
| 1944   | Вильсон                             | Wilson                      | Элеанор Вильсон (Eleanor Wilson)                                        |
| 1945   | В пределах этих стен                | Within These Walls          | Энн Хоулэнд (Anne Howland)                                              |
| 1946   | Позади зелёных огней                | Behind Green Lights         | Нора Бард (Nora Bard)                                                   |
| 1946   | Каждому своё                        | To Each His Own             | Коринн Пирсен (Corinne Piersen)                                         |
| 1947   | Шёпот города                        | Whispering City             | Мэри Робертс                                                            |
| 1950   | Криминальная история                | The Underworld Story        | Молли Рэнкин                                                            |
| 1950   | Последний из пиратов                | Last of the Buccaneers      | Ласточка                                                                |
| 1950   | Выследить человека                  | Hunt the Man Down           | Элис МакГюр                                                             |
| 1951   | Проход на Запад                     | Passage West                | Мира Джонсон                                                            |
| 1952   | Одно большое дело                   | One Big Affair              | Хильда Джонс (Hilda Jones)                                              |
| 1952   | Звонок из Чикаго                    | Chicago Calling             | Мэри Кэннон                                                             |
| 1953   | Суд — это я                         | I, the Jury                 | Эйлин Викерс (Eileen Vickers)                                           |
| 1953   | Опасный круиз                       | Dangerous Crossing          | Анна Куин (Anna Quinn)                                                  |
| 1959   | На реактивном самолёте по Атлантике | Jet Over the Atlantic       | Мария (Maria)                                                           |

| Сериалы   | Сериалы                       | Сериалы                          | Сериалы                                |
| Год       | Русское название              | Оригинальное название            | Роль                                   |
| --------- | ----------------------------- | -------------------------------- | -------------------------------------- |
| 1948—1958 | Студия один                   | Studio One                       | Хатти (Hattie)                         |
| 1954—1958 | Кульминация                   | Climax!                          | Бэбс Ванек (Babs Wienecke)             |
| 1956—1959 | Майк Хаммер                   | Mike Hammer                      | Линда Мэйфэйр (Linda Mayfair)          |
| 1957—1966 | Перри Мейсон                  | Perry Mason                      | Арлин Скотт (Arlene Scott)             |
| 1958—1962 | Судебный исполнитель          | Lawman                           | Марта Карсон (Martha Carson)           |
| 1958—1960 | Вестингауз Дэзилу Плэйхоус    | Westinghouse Desilu Playhous     | Сара Мадд (Sarah Mudd)                 |
| 1960—1972 | Три моих сына                 | My Three Sons                    | Клэр Селби (Claire Selby)              |
| 1963—1964 | Путешествие Джейме МакФитерза | The Travels of Jaimie McPheeters | Ханна Дэлвин (Hannah Devlin)           |
| 1964—1969 | Пейтон-Плейс                  | Peyton Place                     | Кэтрин Харрингтон Catherine Harrington |